# Глєбов Іван Федорович
Глєбов Іван Федорович (*20 лютого 1707 — †13 червня 1774) — російський державний діяч, представник окупаційної адміністрації Московії на Гетьманщині. Так званий «генерал-губернатор Києва». Намагався співфінансувати Києво-Могилянську академію для інтеграції в середовище Гетьманщини. Нащадком І. Ф. Глєбова по жіночій лінії є український політик Дмитро Табачник[джерело?].

## Біографія
Близько 1721 вступив на військову службу. Невдовзі призначений бригадиром Головної артилерії.
1752 у званні генерал-майора займався поселенням сербів на землях нижнього Дніпра та у верхів'ях річок Інгул та Інгулець. У званні генерального-поручика брав участь у Семилітній війні 1756-1763.
1762 імператор Петро III надав йому звання генерального-аншефа, призначивши генерал-губернатором Києва. 1764 виділив державні кошти на будівництво нового приміщення бурси КМА. 1765 сприяв відрядженню до Лондона на службу священиком студента КМА О. Дяковського, а 1 лютого 1766 склав записку імператриці Катерині II, у якій подав історію заснування КМА та описав її просвітницьку діяльність як університету європейського рівня, де, попри її нужденне становище, «…от просвещения науками юношества империи Вашего Императорского Величества происходит плод», і обґрунтував необхідність збереження КМА як важливого центру освіти й науки. Доводив необхідність виділення коштів на заснування математичного і медичного факультетів, обґрунтував ідею про спільне керівництво справами КМА київським генерал-губернатором і митрополитом Київським, Галицьким і всієї України, якому пропонував лишити в управління лише богословський факультет. Це мало підтвердити, на думку Глєбова, світський характер КМА. 22 березня 1766 імператриця Катерина II наказала виділити на утримання КМА 500 рублів на рік (замість 200 рублів, що видавались раніше), але з суми податків, зібраних в Україні.
Ідея збереження КМА як центру української освіти, очевидно, не входила в плани імператриці Катерини II, яка послідовно проводила політику зведення цього закладу до рівня провінційної школи.
1766 Глєбова відкликано до Санкт-Петербурга і призначено сенатором. Згодом нагороджено орденом св. Андрія Первозваного.